# Drassanes de Carceller
Les Drassanes Carcellé són unes drassanes del port de la Ràpita (Montsià) incloses a l'Inventari del Patrimoni Arquitectònic de Catalunya.

## Descripció
El conjunt consta per una banda d'estructures cobertes i, per una altra, d'espais a l'aire lliure. La construcció és un moll de maçoneria que anivella el pendent del terreny, damunt del qual s'eleven uns pilars de ferro que aguanten un sostre d'uralita.
A la part dreta hi ha la xemeneia de totxo de secció quadrada. A la part on hi ha la base és més ampla i puja fent-se estreta. La part dreta del moll pel carrer Comte Floridablanca està aprofitat com a habitatge.
Aquestes drassanes són les úniques que resten al mateix port.

## Història
Les famílies Carcellé, Nicolau i Piñana procedeixen dels mestres fusters de ribera de Tortosa, que degut al ferrocarril es traslladen a la Ràpita per seguir amb la seva professió.
La drassana de Carceller respon a una tradició, experiència i tècniques passades de generació en generació.
El primer d'aquesta nissaga familiar del qual es té notícia és Pere Carceller Puig, nat a Tortosa l'any 1816, que va ser veí de la Ràpita. El 14 d'agost de 1848 neix a la Ràpita en Pere Josep Carceller García, avi dels actuals propietaris. El pare i germà -l'Albert i en Joan Carceller González- dels actuals propietaris varen treballar a la Ràpita i a les Cases d'Alcanar, i van construir els velers "Miguel" (1917) i "Verge del Remei" (1919).